# Cezar Bolliac
Cezar (Cesar) Bolliac (ur. 23 marca 1813 w Bukareszcie, zm. 25 lutego 1881 tamże) – rumuński poeta, dziennikarz i archeolog.

## Życiorys
Pochodził z rodziny o korzeniach grecko-włoskich. Studiował w Kolegium św. Sawy w Bukareszcie. W 1830 krótko służył w wołoskiej milicji. W 1833 został członkiem popierającego rozwój lokalnej dramaturgii Towarzystwa Filharmonicznego. W latach 1836–1837 był współredaktorem pisma Curiosul, które zostało zlikwidowane za publikowanie antyrządowych satyr. W 1841 z powodów politycznych przebywał na wygnaniu w klasztorze w Poiana Mărului koło Buzău. W 1842 otrzymał nominację na prokuratora przy sądzie w Bukareszcie. Od 1843 należał do stowarzyszenia Frăția, a od 1859 – do masonerii w Bukareszcie. Uczestniczył w wydarzeniach Wiosny Ludów w 1848, m.in. jako sekretarz Rządu Tymczasowego i gubernator stolicy. Po upadku rewolucji w Bukareszcie przebywał na wygnaniu w Siedmiogrodzie (redagował pismo polityczne Espatriatul w Braszowie), a od 1850 w Paryżu. W 1851 wszedł do władz tamtejszego Stowarzyszenia Rumuńskich Studentów. Powrócił do ojczyzny w 1857. Od 1858 jako jeden z pierwszych prowadził w Rumunii badania archeologiczne. Od 1862 do 1864 wydawał pismo Buciumul, a w 1865 został redaktorem naczelnym gazety Trompeta Carpaților. Na łamach Buciumul prowadził kampanię na rzecz sekularyzacji klasztorów prawosławnych. Popierał politykę agrarną Aleksandra Jana Cuzy. Od 1864 do 1866 był dyrektorem Archiwów Państwowych, a od 1869 do 1876 - przewodniczącym Komitetu Archeologicznego.
Na jego dorobek twórczy składają się cztery tomy wierszy wydane w latach 1835-1866. W swojej twórczości był rzecznikiem zaangażowania społecznego poezji, czemu dawał wyraz m.in. w artykułach dla pisma Foaie pentru minte, inimă și literatură. W swoich pracach archeologiczno-historycznych bronił tezy o wysokim poziomie cywilizacyjnym Daków w czasach przedrzymskich.